# Вебер Карл Карлович
Карл Карлович Вебер (1855–1911) — російський інженер-технолог, автор технічних праць кінця XIX століття. Видав ряд творів-посібників для техніків, господарів і промислових училищ. Економічного та історичного боку в дослідженні виробництв Вебер торкається мало, а розглядає переважно технічну сторону.
Крім статей у спеціальних журналах, Веберу належать наступні праці:
- «Виробництво крохмалю і декстринів» (1881);
- «Солодове виробництво» (1884);
- «Олійне виробництво» (1887);
- «Крохмальні й патокові виробництва» (1885);
- «Плодове і ягідне виноробство та його значення для Росії» (1888);
- «Практичний посібник з лісопильного виробництва» (1890);
- «Виноробство» (1891);
- «Льон, його вирощування і обробка» (1891);
- «Спорудження сільськогосподарських, лісових, заводських і взагалі промислових під'їзних шляхів» (1892);
- «Потреби нашого народного господарства» (1892).